# Lista siturilor arheologice din județul Galați - G
Lista siturilor arheologice din județul Galați - G conține toate siturile arheologice din județul Galați înscrise în Repertoriul Arheologic Național (RAN) și aflate în localități al căror nume începe cu litera G. RAN este administrat de Ministerul Culturii și Patrimoniului Național și cuprinde date științifice, cartografice, topografice, imagini și planuri, precum și orice alte informații privitoare la zonele cu potențial arheologic, studiate sau nu, încă existente sau dispărute.
Puteți căuta un sit din localitățile care încep cu litera G folosind formularul de mai jos sau puteți naviga prin toate siturile din județ la Lista siturilor arheologice din județul Galați.
| Cod RAN                                  | Denumire | Localitate                     | Adresă                                       | Datare                                       | Descoperit | Coordonate                                    | Imagine           | Erori            |
| ---------------------------------------- | --- | ------------------------------ | -------------------------------------------- | -------------------------------------------- | ---------- | --------------------------------------------- | ----------------- | ---------------- |
| 75105.01.02 (Cod LMI: GL-I-m-B-02969.02) | Situl arheologic de la Galați / ansamblu anonim (Categorie: locuire) (Tip: Necropolă) | municipiul Galați              | Promontoriul Precista                        | sec. XVI-XIX                                 |            |                                               | Încărcați imagine | Raportați eroare |
| 75105.01.03 (Cod LMI: GL-I-m-B-02969.03) | Situl arheologic de la Galați / ansamblu anonim (Categorie: locuire) (Tip: Cuptor) | municipiul Galați              | Promontoriul Precista                        |                                              |            |                                               | Încărcați imagine | Raportați eroare |
| 75105.01.01 (Cod LMI: GL-I-m-B-02969.01) | Situl arheologic de la Galați / ansamblu anonim (Categorie: locuire) (Tip: Așezare) | municipiul Galați              | Promontoriul Precista                        | sec. XVI-XIX                                 |            |                                               | Încărcați imagine | Raportați eroare |
| 75105.02.01 (Cod LMI: GL-I-m-B-02970.03) | Situl arheologic de la Galați - "cartierul Dunărea" / ansamblu anonim (Categorie: descoperire funerară) (Tip: Castellum)                                                                                              | municipiul Galați              | cartier Dunărea                              | romană sec. II                               |            | 45°24′38″N 28°00′19″E / 45.41058°N 28.00523°E | Încărcați imagine | Raportați eroare |
| 75105.02.02 (Cod LMI: GL-I-m-B-02970.01) | Situl arheologic de la Galați - "cartierul Dunărea" / ansamblu anonim (Categorie: descoperire funerară) (Tip: Fortificație de pământ)                                                                                 | municipiul Galați              | cartier Dunărea                              | sec. II-III                                  |            | 45°24′38″N 28°00′19″E / 45.41058°N 28.00523°E | Încărcați imagine | Raportați eroare |
| 75105.02.03 (Cod LMI: GL-I-m-B-02970.02) | Situl arheologic de la Galați - "cartierul Dunărea" / ansamblu anonim (Categorie: descoperire funerară) (Tip: Necropolă birituală)                                                                                    | municipiul Galați              | cartier Dunărea                              | sec. II-III                                  |            | 45°24′38″N 28°00′19″E / 45.41058°N 28.00523°E | Încărcați imagine | Raportați eroare |
| 75105.04.01 (Cod LMI: GL-I-m-A-02971.03) | Situl arheologic de la Galați - "Tirighina" / ansamblu anonim (Categorie: locuire) (Tip: Așezare) | municipiul Galați              | Promontoriul Tirighina                       | geto-dacică sec. VI a. Chr. - sec. I p. Chr. |            |                                               | Încărcați imagine | Raportați eroare |
| 75105.04.02 (Cod LMI: GL-I-m-A-02971.01) | Situl arheologic de la Galați - "Tirighina" / ansamblu anonim (Categorie: locuire) (Tip: Castellum) | municipiul Galați              | Promontoriul Tirighina                       | sec. II-IV                                   |            |                                               | Încărcați imagine | Raportați eroare |
| 75105.04.03 (Cod LMI: GL-I-m-A-02971.02) | Situl arheologic de la Galați - "Tirighina" / ansamblu anonim (Categorie: locuire) (Tip: Așezare) | municipiul Galați              | Promontoriul Tirighina                       | sec. II-IV                                   |            |                                               | Încărcați imagine | Raportați eroare |
| 75105.05.01 (Cod LMI: GL-I-s-B-02972)    | Necropola din epoca romană de la Galați - Combinatul Siderurugic / ansamblu anonim (Categorie: descoperire funerară) (Tip: Necropolă tumulară)                                                                        | municipiul Galați              | Combinatul Siderurugic                       | sec. II-IV                                   |            |                                               | Încărcați imagine | Raportați eroare |
| 76442.01.01 (Cod LMI: GL-I-s-B-02985)    | Așezarea Noua de la Gârbovăț - "La Zahareasca" / ansamblu anonim (Categorie: locuire civilă) (Tip: Așezare) | sat Gărbovăț, comuna Ghidigeni | La Zahareasca                                | Noua                                         |            |                                               | Încărcați imagine | Raportați eroare |
| 75105.06.01 (Cod LMI: GL-II-a-A-03066)   | Biserica fortificată "Precista - Adormirea Maicii Domnului" de la Galați / ansamblu Biserica fortificată "Precista - Adormirea Maicii Domnului" (Categorie: structură de cult/religioasă) (Tip: Biserică fortificată) | municipiul Galați              | str. Traian 1                                | 1647                                         |            |                                               | Încărcați imagine | Raportați eroare |
| 75105.13.01 (Cod LMI: GL-II-a-B-03010)   | Ansamblul urban "Str. Domnească" de la Galați / ansamblu anonim (Categorie: construcție) (Tip: așezare urbană) | municipiul Galați              | Str. Domnească                               | sec. XIX                                     |            | 45°26′24″N 28°03′27″E / 45.44°N 28.0575°E     | Încărcați imagine | Raportați eroare |
| 75105.13.01 (Cod LMI: GL-II-a-B-03010)   | Ansamblul urban "Str. Domnească" de la Galați / complex Tribunalul Covurlui (Categorie: construcție) (Tip: construcție)                                                                                               | municipiul Galați              | Str. Domnească                               | sec. XIX                                     |            | 45°26′24″N 28°03′27″E / 45.44°N 28.0575°E     | Încărcați imagine | Raportați eroare |
| 75105.03.01 (Cod LMI: GL-I-m-B-02973)    | Necropola romană de la Galați - "str. Aviator Vasile Craiu" / ansamblu anonim (Categorie: descoperire funerară) (Tip: Necropolă)                                                                                      | municipiul Galați              | Str. Craiu Vasile Aviator, punct Blocul D 15 | sec. IV                                      |            |                                               | Încărcați imagine | Raportați eroare |
| 75105.03.02 (Cod LMI: GL-I-m-B-02973)    | Necropola romană de la Galați - "str. Aviator Vasile Craiu" / ansamblu anonim (Categorie: descoperire funerară) (Tip: Cavou)                                                                                          | municipiul Galați              | Str. Craiu Vasile Aviator, punct Blocul D 15 | sec. IV                                      |            |                                               | Încărcați imagine | Raportați eroare |